# حکومت سه‌نفره بوربون
حکومت سه‌نفره بوربون (Bourbon Triumvirate)، به سه سیاستمدار قدرتمند و با نفوذ جورجیا گفته می‌شود که همه عضو حزب دموکرات بودند و عبارت اند از: جوزف ای. براون، آلفرد اچ. کولکویت و جان براون گوردون. هرچند در مورد میزان عملکرد این سه شخص به‌عنوان یک گروه منسجم اختلاف نظر وجود دارد، اما بین سال‌های ۱۸۷۲ و ۱۸۹۰ سمت‌های را به عنوان فرماندار جورجیا و سناتور جورجیا اشغال نمودند و در این دوره بر سیاست ایالت مسلط بودند.

## ریشه‌شناسی
اصطلاح «بوربون» به فرمانروایانی گفته می‌شود که نمی‌تواند خود را با شرایط جدید منطبق سازند و از ایده‌های مناسب دوره‌های سابق طرفداری می‌نمایند. در اواخر دههٔ ۱۸۰۰ این اصطلاح به دموکرات‌های بوربون که در تلاش وارونه سازی بعضی اثرات دورهٔ بازسازی بودند، گفته می‌شد. اصطلاح حکومت سه‌نفره به گروه سه‌نفره گفته می‌شود که کنترل سیاسی را اعمال می‌نمایند.

## تاریخچه

### دوران قبل از جنگ و جنگ داخلی
سه مرد شامل حکومت سه‌نفره، هریک جوزف ای. براون، آلفرد اچ. کولکویت و جان براون گوردون، تمام شان افراد معتبر و مطرح در جریان جنگ داخلی آمریکا بودند و هرسه قبل از دورهٔ بازسازی آمریکا دارای تجربه سیاسی یا نظامی بودند. برون مسن‌ترین آن سه نفر از سال ۱۸۵۷ تا سال ۱۸۶۵ به عنوان فرماندار جورجیا خدمت کرده بود. کولکویت از سال ۱۸۵۳ تا ۱۸۵۵ به‌عنوان عضو مجلس نمایندگان خدمت کرده بود و در سال ۱۸۵۷ در تلاش برای نامزدی حزب دموکرات‌ها برای پُست فرمانداری بود که در برابر براون شکست خورد. به علاوه کولکویت در سال ۱۸۶۱ به عنوان عضو کنوانسیون جدایی جورجیا خدمت کرده بود و در جریان جنگ داخلی در ارتش ایالات مؤتلفه یا کنفدراسیون خدمت کرد و به درجهٔ سرلشکری ارتقا یافت. گوردون یگانه عضو حکومت سه نفره که قبل از جنگ پُست سیاسی نداشت، در ارتش ایالات مؤتلفه یا کنفدراسیون خدمت کرد و همانند کولکویت در اخیر جنگ به درجه سرلشکری نائل گردید. گوردون خود را به‌عنوان یک رهبر قدرتمند مطرح ساخت و در تسلیمی رابرت ئی. لی در دادگاه اپوماتوکس حضور داشت.

### دورهٔ بازسازی و بعد از آن
پس از شکست ایالات مؤتلفه یا کنفدراسیون آمریکا در جنگ داخلی، ایالت‌های جنوبی آمریکا دورهٔ را به‌نام دورهٔ بازسازی تجربه نمود که شاهد پایان بردگی آمریکا و سیستم مزرعهٔ مسلط بر اقتصاد جنوب، بود. در ایالت‌های جنوب پس از جنگ، ایده جنوب جدید، اقتصاد صنعتی‌تر و متنوع از نظر زراعتی که هنوزهم برتری سفیدپوستان را تأیید می‌کرد، تقویت شد. هنری دبلیو. گریدی سردبیر مجلهٔ قانون اساسی آتلانتا از هواداران پر آوازه جنوب جدید بود. گردی عضو مهم «حلقهٔ آتلانتا» از شهروندان برجستهٔ بود که این سیاست‌ها را به پیش می‌بردند که شامل ایوان هاویل سردبیر همکار مجلهٔ قانون اساسی آتلانتا و براون، کولکویت و گوردون، سه سیاستمدار تشکیل دهندهٔ حکومت سه‌نفره بوربون، بود.
پایان جنگ داخلی با پایان فرمانداری براون و کولکویت و استعفای گوردون از خدمت نظامی همراه بود. براون عجالتاً به حزب جمهوری‌خواه پیوست و رئیس دادگاه عالی جورجیا تعیین شد، سمتی که از سال ۱۸۶۵ تا سال ۱۸۷۰ آن را به‌عهده داشت. در این خلال کولکویت به کشاورزی برگشت و با گوردون در یک سلسله سرمایه‌گذاری‌های مخاطره‌آمیز بازرگانی شد، شریک شد. گوردون در سال ۱۸۶۸ برای پُست فرمانداری جورجیا کاندیدا شد ولی شکست خورد. اما چندین سال بعد در سال ۱۸۷۲ (سالی که غالباً برای آغاز حکومت سه‌نفره مورد استفاده قرار می‌گیرد)، در مجلس سنای ایالات متحده انتخاب شد. گوردون با وجود پیشینهٔ مختلط بازرگانیش، در ترویج ایده‌های جنوب جدید مشهور بود و با موفقیت از جنبش از دست رفتهٔ مؤتلفه برای کسب حمایت استفاده نمود. در این مقطعهٔ زمانی او رهبر سازمان کوکلاکس کلن در جورجیا نیز محسوب می‌شد.
کولکویت در سال ۱۸۷۶ فرماندار جورجیا انتخاب شد. کولکویت نمایندهٔ منافع کشاورزان سرشناس در ایالت بود زیرا او یکی از موفق‌ترین کشاورزان ایالت در آن دوره بود و در جریان دههٔ ۱۸۷۰ به عنوان معاون گرانج یا انجمن تعاون و همکاری کشاورزان آمریکا در جورجیا خدمت کرد. گوردون در سال ۱۸۸۰ همراه با کولکویت از سنا استعفا داد و براون که در همان سال منصوب شده بود، کرسی وی را پُر نمود. براون که از جملهٔ نخستین میلیونرهای ایالت بود، از عناصر کارخانه‌دار ایدیولوژی جنوب جدید نمایندگی می‌کرد. این وضعیت بحث‌برانگیز بود زیرا براون به‌منظور توسعهٔ خط آهن دولتی غربی و اقیانوس اتلانتیک که قبل از انتصابش در سنا رئیس آن بود، استعفا داده بود. این ایده که معاملهٔ بین این سه نفر صورت گرفته‌است همه جا پخش شده بود و به‌ویژه کولکویت به دلیل نقش‌اش در این وضعیت با انتقاد از درون حزب جمهوری‌خواه مواجه شد. علی‌رغم این همه، معاملهٔ مورد ادعا هرگر ثابت نشد و کولکویت موفق شد در سال ۱۸۸۰ مجدداً انتخاب شود.
کولکویت در سال ۱۸۸۲ به سنای ایالات متحده انتخاب شد و به‌عنوان سناتور ارشد نسبت به براون خدمت کرد. کولکویت در مجلس سنا غالباً با براون که چندین سال پیش توسط او منصوب شده بود در اختلاف بود، زیرا مواضع طرفدارانهٔ صنعت براون با خطی‌مشی کشاورزی - دوستانهٔ کولکویت در تضاد قرار داشت. این اختلاف در بحث روی تعرفه‌ها مشهودتر بود چون براون از آن حمایت و کولکویت با آن مخالفت کرد که این کار اتحاد میان کشاورزان و صاحبان صنعت در ایالت را به مخاطره انداخت. علی‌رغم این مسائل هردو به‌منظور حمایت از سیاست‌های جنوب جدید اغلب یکجا کار می‌کردند. گوردون در سال ۱۸۸۶ زمانی‌که فرماندار ایالت انتخاب شد، دوباره وارد سیاست شد. این نشان‌دهندهٔ اوج قدرت برای حکومت سه‌گانه بود زیرا هم پُست‌های سناتوری و هم پُست فرمانداری در دست یکی از اعضای حکومت سه‌گانه بود.
پس از این حکومت سه‌گانه کاهش تدریجی در انسجام و قدرت را تجربه نمود. در سال ۱۸۸۷ براون و کولکویت در رابطه با اعلامیهٔ رئیس‌جمهور کلیولند مبنی بر تقلیل تعرفه‌ها که کولکویت از آن حمایت و براون با آن مخالفت نموده بودند، پرخاش کردند. به علاوه پس از افشای مشقت‌های کارکنان محکوم در معدن ذغال‌سنگ براون، گوردون اصلاحات اجارهٔ محکومان را به یک برنامهٔ مهم در خط مشی خود تبدیل کرد. ظهور توماس ئی. واتسون سیاستمدار برجستهٔ جورجیا و مرگ هنری گردی عوامل اضافی بودند که سبب نابودی حکومت سه‌گانه شدند. مرگ براون و کولکویت در سال ۱۸۹۴ عملاً به حکومت سه‌گانه پایان داد.

## انتقاد از اصطلاح
تاریخ‌نویسان جدید در رابطه با صحت و درستی اصطلاحی که در مورد براون، کولکویت و گوردون استعمال می‌شود، بحث می‌نمایند. سی.ون. وودوارد تاریخ‌نویس آمریکایی در رابطه با بحث اصطلاح «بوربون» مدعی است که در کاربرد آن برای هرسه نفر «درتاریخ ما احتمالاً نام‌غلطی مغالطه‌آمیزتر از اصطلاح بوربون وجود نداشته‌است». به علاوه، تاریخ‌نویسان ذکر می‌نمایند که علی‌رغم اینکه این سه نفر از سیاست‌های جنوب جدید حمایت می‌کردند، در رابطه با سیاست‌های خاص مخالف هم بودند. به‌ویژه، با مانع شدن بسیاری از جاه‌طلبی‌های سیاسی براون توسط کولکویت و در یک نقطه بحث بروان روی چشم‌انداز حمایت از هنری گردی در انتخابات بر ضد کولکویت برای سمت فرمانداری، براون و کولکویت غالباً رابطه خصومت‌آمیزی در قبال یکدیگر نشان می‌دادند. به علاوه، تأثیر گردی در رابطه با جلب حمایت سیاسی برای حکومت سه‌گانه نیز مورد بحث قرار گرفته‌است چنان‌چه مدت کوتاهی پس از مرگ گردی در سال ۱۸۸۹، حکومت سه‌گانه عملاً به شکست خورد.

## کتابشناسی
- Boney, F. N. (September 5, 2002). "Joseph E. Brown (1821-1894)". New Georgia Encyclopedia (به انگلیسی). Retrieved May 5, 2020.{{cite web}}:  نگهداری CS1: url-status (link)
- Eckert, Ralph Lowell (1989). John Brown Gordon: Soldier, Southerner, American (به انگلیسی). Louisiana State University Press. ISBN 978-0-8071-1888-7 – via Google Books.
- Gagnon, Michael J. (2012). Transition to an Industrial South: Athens, Georgia, 1830–1870 (به انگلیسی). Louisiana State University Press. ISBN 978-0-8071-4508-1 – via Google Books.
- Garrett, Franklin M. (1969). Atlanta and Environs: A Chronicle of Its People and Events, 1880s-1930s (به انگلیسی). Vol. II. University of Georgia Press. ISBN 978-0-8203-3905-4 – via Google Books.
- Groce, W. Todd (December 10, 2004). "John B. Gordon (1832-1904)". New Georgia Encyclopedia (به انگلیسی). Retrieved May 5, 2020.{{cite web}}:  نگهداری CS1: url-status (link)
- Hild, Matthew (November 3, 2006). "Bourbon Triumvirate". New Georgia Encyclopedia (به انگلیسی). Retrieved May 5, 2020.{{cite web}}:  نگهداری CS1: url-status (link)
- Myers, Barton (March 3, 2006). "Alfred H. Colquitt (1824-1894)". New Georgia Encyclopedia (به انگلیسی). Retrieved May 5, 2020.{{cite web}}:  نگهداری CS1: url-status (link)
- Parks, Joseph Howard (1977). Joseph E. Brown of Georgia (به انگلیسی). Louisiana State University Press. ISBN 978-0-8071-2465-9 – via Google Books.
- Ruppersburg, Hugh; Inscoe, John C., eds. (2007). The New Georgia Encyclopedia Companion to Georgia Literature (به انگلیسی). University of Georgia Press. ISBN 978-0-8203-4300-6 – via Google Books.
- Woodward, C. Vann (1963). Tom Watson: Agrarian Rebel (به انگلیسی). Oxford University Press. ISBN 978-0-19-972689-9 – via Google Books.
- Wynne, Lewis N. (Summer 1980). "The Bourbon Triumvirate: A Reconsideration". Atlanta Historical Journal. Atlanta Historical Society. XXIV (2): 39–56 – via Atlanta History Center.
- Wynne, Lewis Nicholas (1986). The Continuity of Cotton: Planter Politics in Georgia, 1865-1892 (به انگلیسی). Mercer University Press. ISBN 978-0-86554-215-0 – via Google Books.